# Bandera de Jorba
La bandera oficial de Jorba té la següent descripció:

Bandera apaïsada, de proporcions dos d'alt per tres de llarg, quarterada en creu, amb el cometa blanc de l'escut d'altura 5/12 de la del drap i amplada 2/9 de la seva llargària, centrat en els quarters primer i quart, vermells; i amb el castell obert groc del mateix escut, de les mateixes altura i amplada que el cometa, centrat en els quarters segon i tercer, de color blau clar.
Va ser aprovada el 2 de març de 2001 i fou publicada en el DOGC el 14 de març del mateix any amb el número 3347.